# New Galloway
New Galloway (gael. Gall-Ghàidhealaibh Nuadh) – wieś w południowo-zachodniej Szkocji, w jednostce administracyjnej Dumfries and Galloway, historycznie w hrabstwie Kirkcudbrightshire, położona na zachodnim brzegu rzeki Water of Ken, około 1,5 km na północ od jeziora Loch Ken. W 2011 roku liczyła około 300 mieszkańców.
Miejscowość założona została na początku XVII wieku z inicjatywy Johna Gordona, wicehrabiego Kenmure, zaplanowana jako miasteczko targowe. W 1630 roku miejscowość uzyskała status royal burgh. Niekorzystne położenie, na uboczu, poza ważnymi szlakami handlowymi, znacznie ograniczyło możliwości jej rozwoju.
Do zabytków należą ratusz z 1875 roku, oraz dwa kościoły z 1822 i 1904 roku. Na południe od wsi co najmniej od XIII wieku znajdował się zamek Kenmure, na przestrzeni wieków kilkakrotnie niszczony i odbudowywany. Do czasów obecnych zachowały się ruiny budowli z XIX wieku.